# Mica (Cluj)
Mica (ungarisch Mikeháza) ist eine Gemeinde im Kreis Cluj in der Region Siebenbürgen in Rumänien.

## Geographische Lage

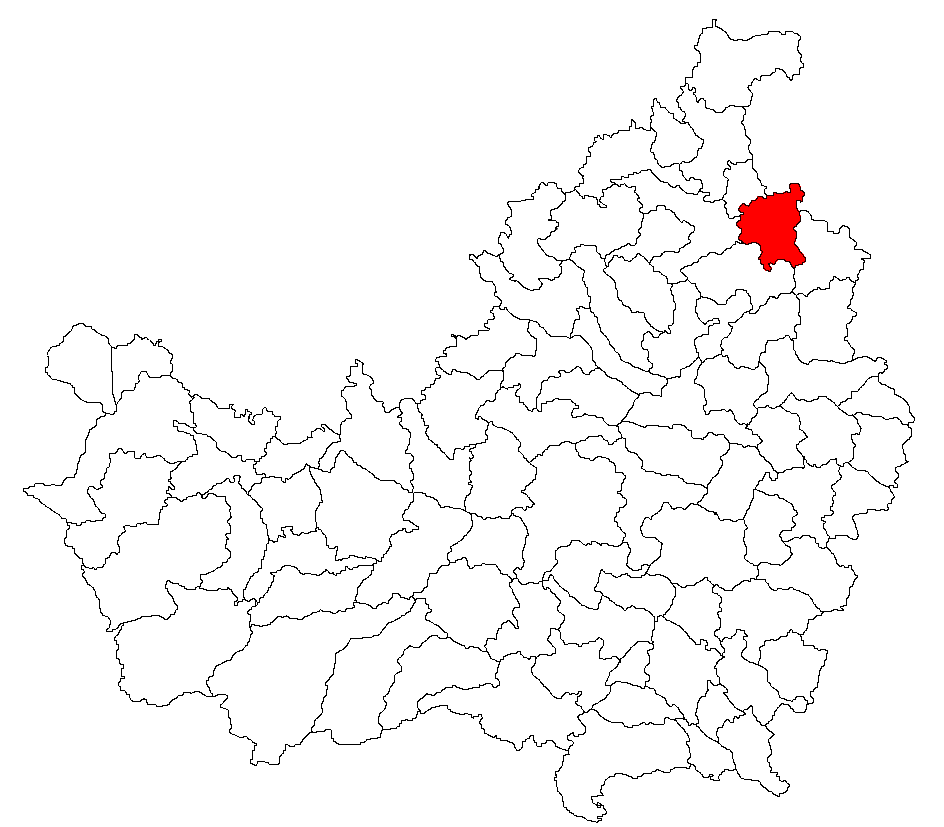
Lage der Gemeinde Mica im Kreis Cluj

Die Gemeinde Mica liegt in der Siebenbürgischen Heide (Câmpia Transilvaniei) – Teil des Siebenbürgischen Beckens – im Nordosten des Kreises Cluj. Der Ort Mica liegt an der Mündung des Someșul Mic (Kleiner Somesch) in den Someșul Mare (Großer Somesch) und an der Kreisstraße (Drum județean) DN 172F acht Kilometer östlich von der Stadt Dej (Deesch) und 58 Kilometer nordöstlich von der Kreishauptstadt Cluj-Napoca (Klausenburg) entfernt. In der Südhälfte der Gemeinde befinden sich die Wälder Pădurea Buzabghie und Pădurea Lughet.

## Geschichte
Der Ort Mica wurde erstmals 1330 urkundlich erwähnt. Das eingemeindete Dorf Mănăstirea (veraltet Benediugu Dejului; ungarisch Szentbenedek) 1308 urkundlich erwähnt, war im 16. Jahrhundert ein rumänisches Gut der Burg Bálványos (⊙) – heute auf dem Gebiet der Nachbargemeinde Unguraș (Schlosswall).
Im Königreich Ungarn gehörte die heutige Gemeinde dem Stuhlbezirk Dés in der Gespanschaft Szolnok-Doboka, anschließend dem historischen Kreis Someș und ab 1950 dem heutigen Kreis Cluj an.
In der Gemeinde Mica werden im Gemeindezentrum und im eingemeindeten Dorf Mănăstirea die Kinder der  Schulklassen 1–4 und in den Dörfern Nireș (Nieresch) und Sânmărghita (Margarethen) die Schulklassen 1–8 unterrichtet.

## Bevölkerung
Die Bevölkerung der Gemeinde entwickelte sich wie folgt:
| 1850 | 2.723 | 1.910 | 732   | - | 81            |
| 1920 | 3.867 | 2.418 | 1.358 | 3 | 88            |
| 1956 | 4.935 | 3.448 | 1.481 | - | 6             |
| 2002 | 3.836 | 2.715 | 1.079 | - | 42            |
| 2011 | 3.566 | 2.505 | 934   | 3 | 124 (Roma 74) |
| 2021 | 3.459 | 2.567 | 654   | - | 238 (Roma 73) |

Seit 1850 wurde auf dem Gebiet der heutigen Gemeinde Mica die höchste Einwohnerzahl 1956 ermittelt. Die höchste Einwohnerzahl der Rumänen (3450) wurde 1966, die der Magyaren (1508) 1977, der Roma (110) 1941 und die der Rumäniendeutschen (64) 1880 ermittelt.
Die Hauptbeschäftigung der Bevölkerung ist die Landwirtschaft.

## Sehenswürdigkeiten
- Im eingemeindeten Dorf Mănăstirea die orthodoxe Kirchen Sfântul Nicolae im 13. Jahrhundert[5] und die Înălțarea Sfintei Cruci 1520 errichtet,[6] stehen unter Denkmalschutz.[7]
- In Mănăstirea das Schloss Kornis, nach unterschiedliche Angaben 1512[7] oder 1573 errichtet, im 19. Jahrhundert erneuert,[8] ist eine Ruine. Das Schloss war ein Renaissancebau dessen Torturm eine Zugbrücke hatte. Über dem Portal ist die Jahreszahl 1593 eingemeißelt. 1730 wurde das Anwesen durch den damaligen Gubernator Siebenbürgens Sigismund Kornis umgebaut.[3] Das Anwesen steht unter Denkmalschutz.[7]
- Im eingemeindeten Dorf Nireș, einst eine siebenbürgisch-sächsische Siedlung, die von Ulming Lörinz[3] im 13. Jahrhundert errichtet reformierte Kirche[9] und die orthodoxe Kirche[10] 1916 errichtet.

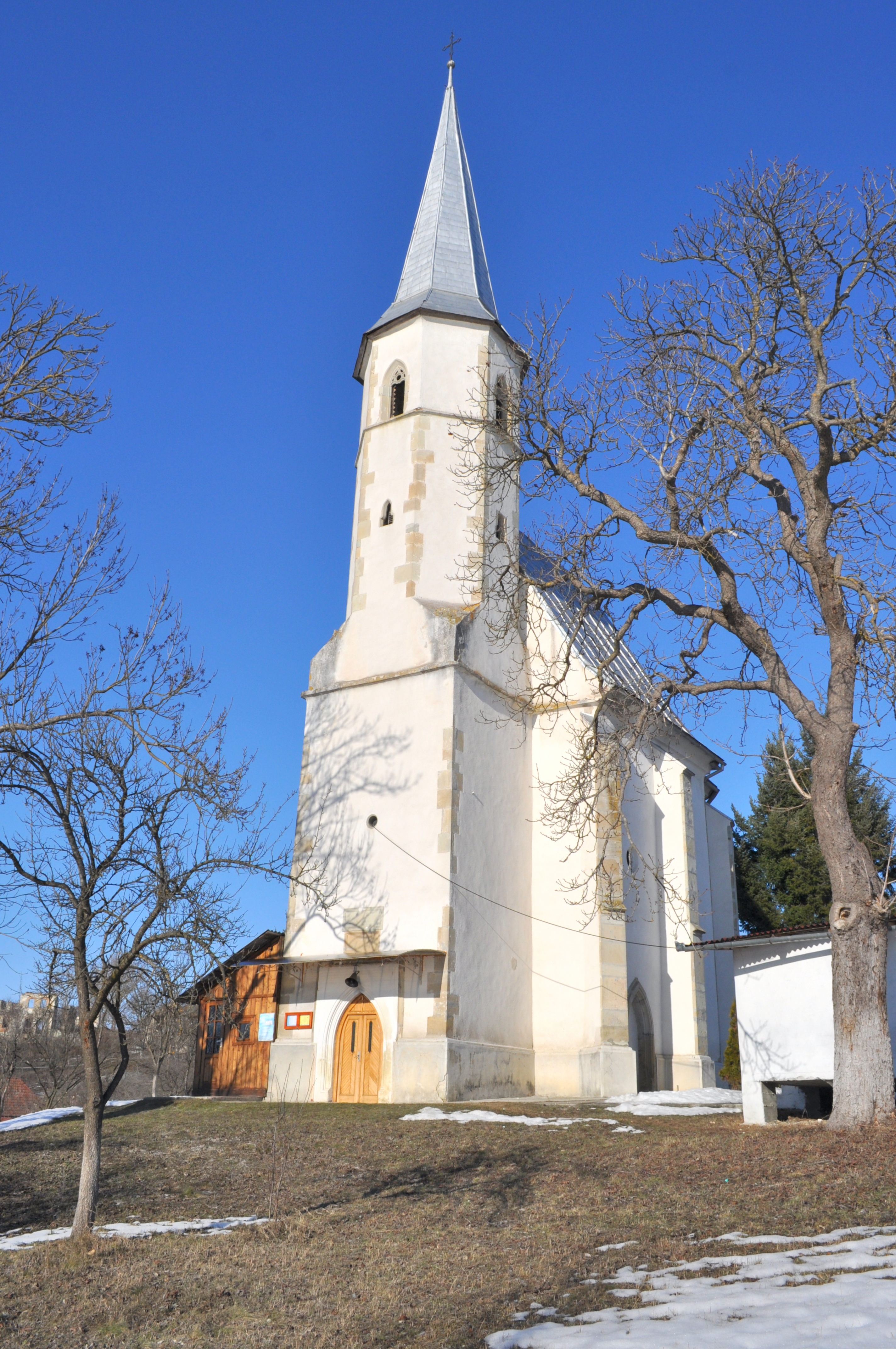
Kirche Înălțarea Sfintei Cruci in Mănăstirea
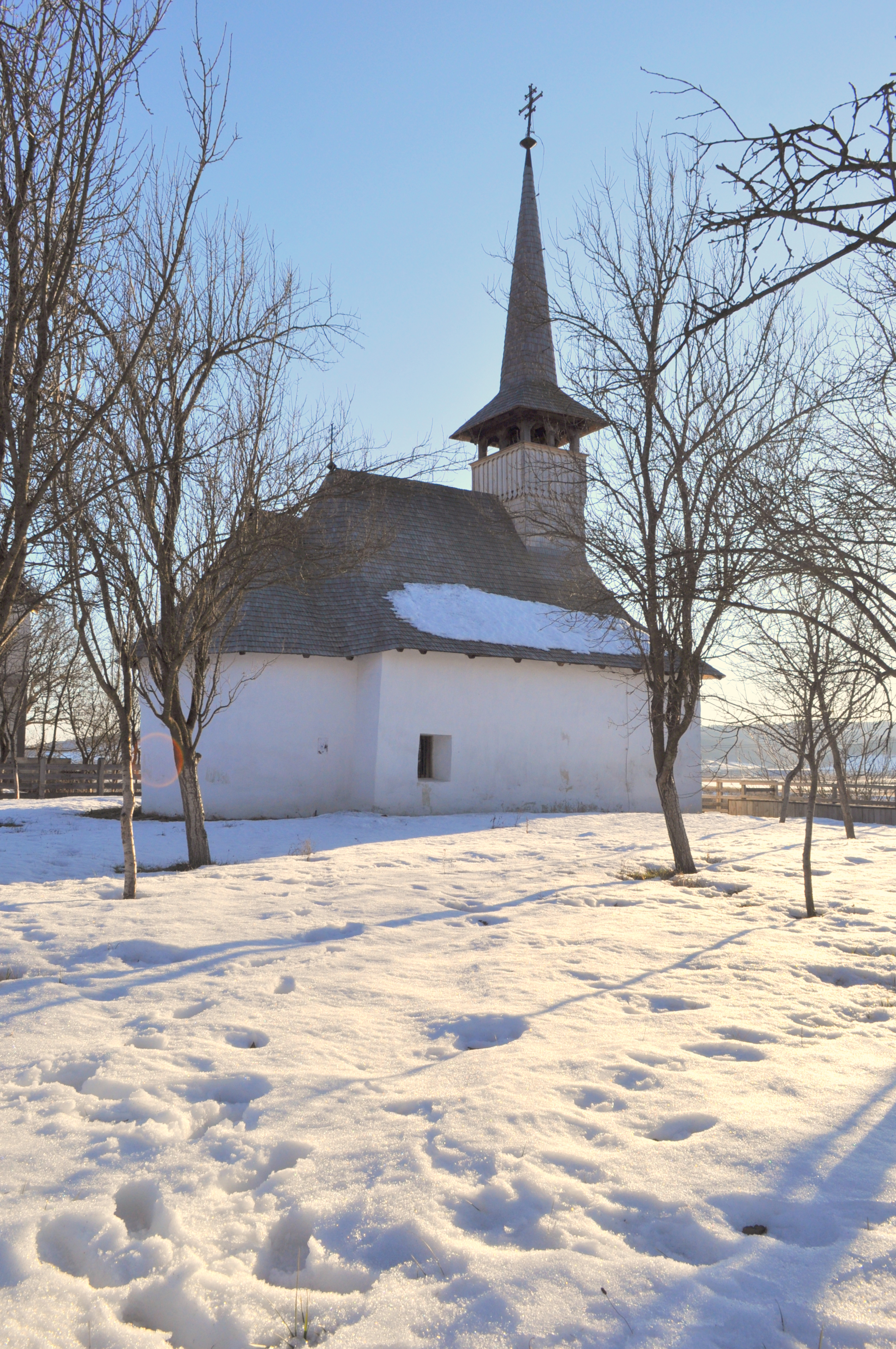
Kirche Sf. Nicolae in Mănăstirea
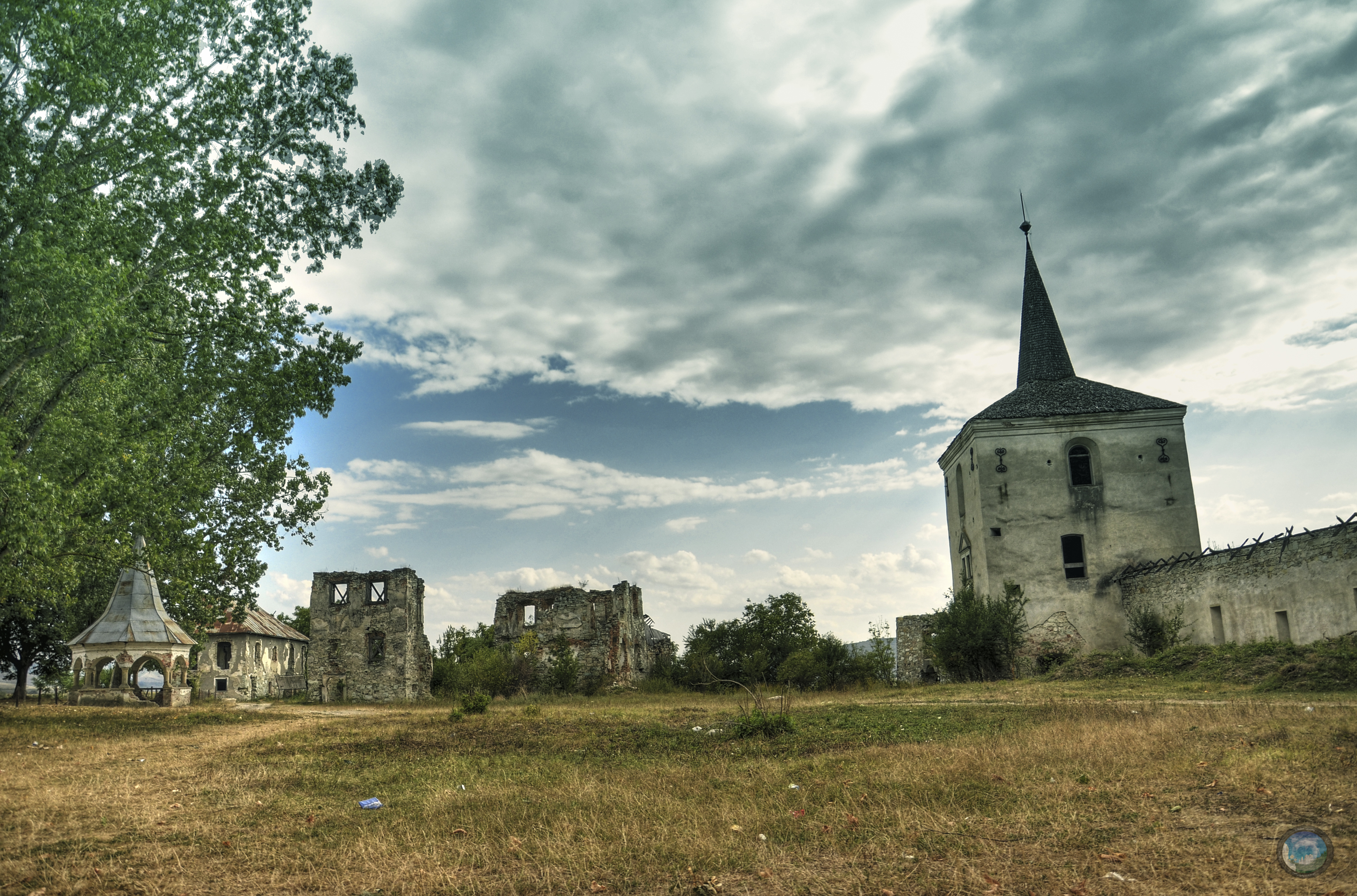
Ruine Schloss Kornis
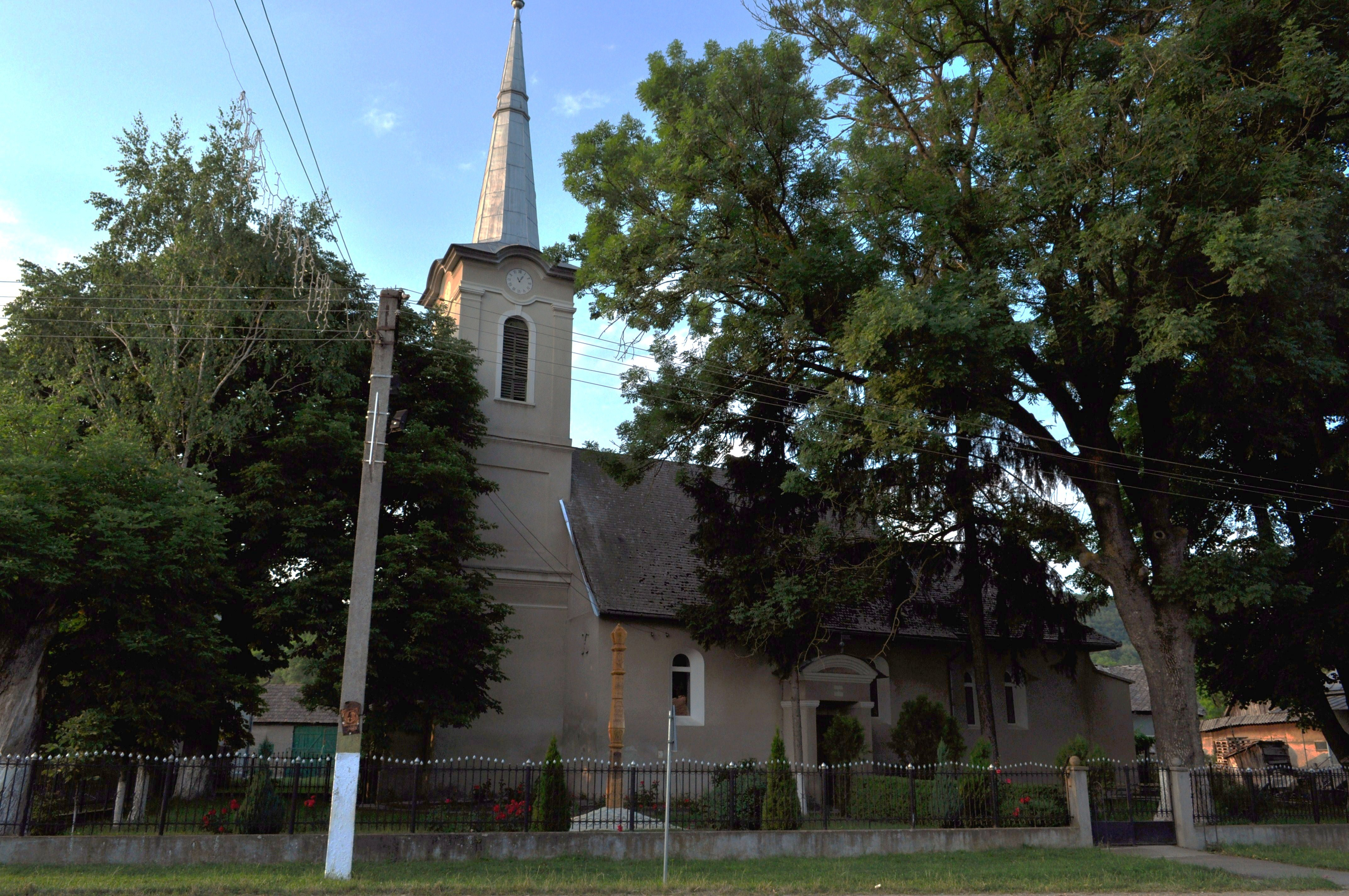
Reformierte Kirche in Nireș
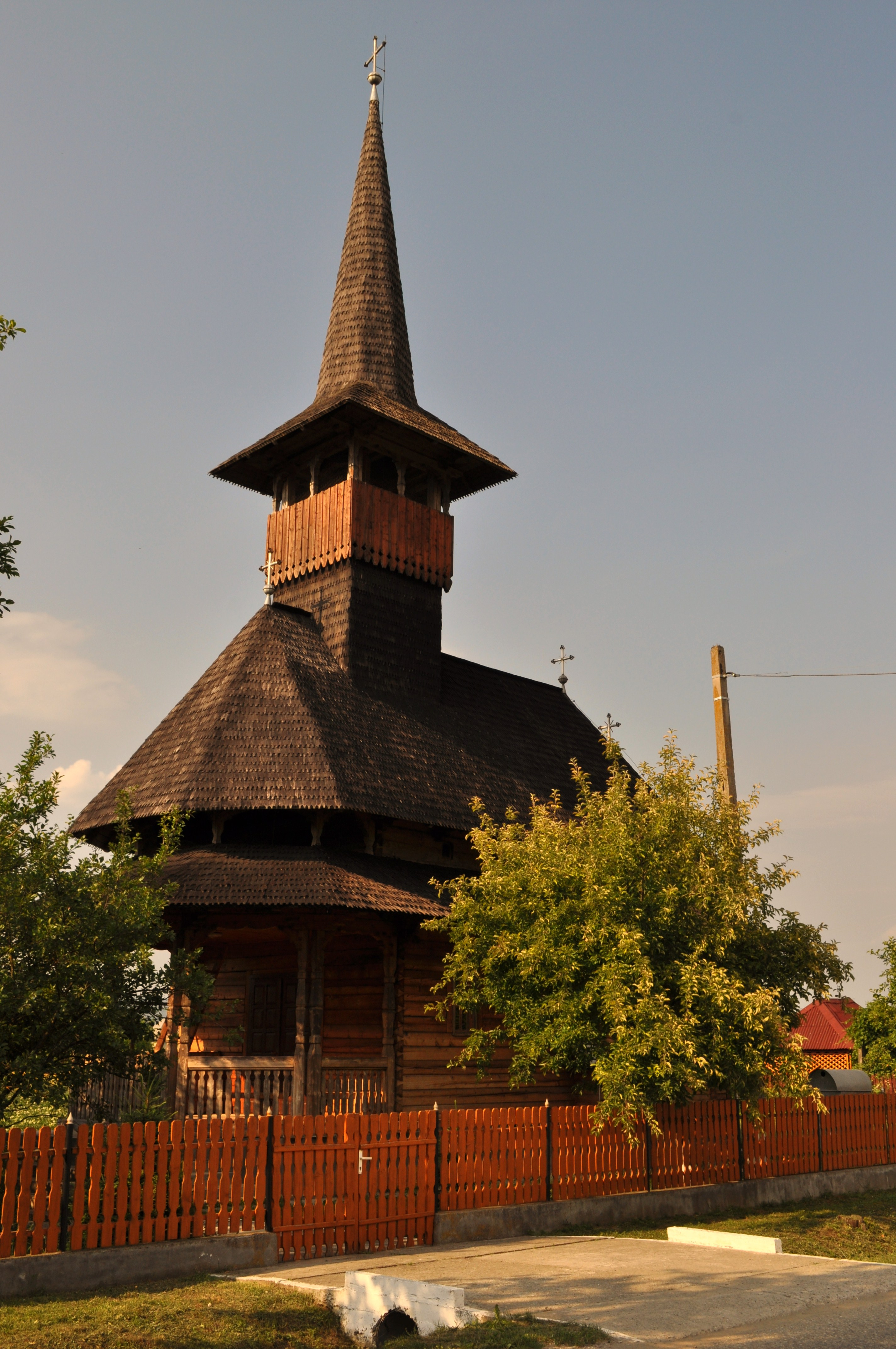
Holzkirche in Dâmbu Mare